# Estabelecimentos dos Estreitos
Os Estabelecimentos dos Estreitos eram um grupo de territórios britânicos localizados no Sudeste Asiático.
Originalmente estabelecidos em 1826 como parte dos territórios controlados pela Companhia Britânica das Índias Orientais, os Estabelecimentos dos Estreitos ficaram sob controle direto britânico como uma colônia da coroa em 1 de abril de 1867. A colônia foi dissolvida, como parte da reorganização britânicas das suas dependências no Sudeste da Ásia após o final da Segunda Guerra Mundial.
Os Estabelecimentos dos Estreitos consistiram em assentamentos individuais de Malaca, Dinding, Penão (também conhecida como Ilha do Príncipe de Gales), e Singapura, bem como (desde 1907) Labuão, ao largo da costa de Bornéu. Com exceção de Singapura, estes territórios passaram a fazer parte da Malásia.